# Abell 1413
Abell 1413 è un ammasso di galassie situato tra le 
costellazioni del Leone e della Chioma di Berenice ad oltre 1,9 miliardi di anni luce dalla Terra. Inserito nel Catalogo Abell redatto nel 1958,
ha una classe di ricchezza 5 (essendo costituito da oltre 300 galassie) ed è del tipo I secondo la Classificazione di Bautz-Morgan. 
L'enorme gravità che pervade l'ammasso è responsabile del riscaldamento del gas intergalattico che raggiunge temperature di oltre 100 milioni di gradi e che provoca una forte emissione di raggi X. 
L'ammasso è dominato dalla galassia centrale gigante ellittica MCG+04-28-097 che, con il suo esteso alone periferico di stelle, raggiunge le dimensioni di 6,5 milioni di anni luce.
Abell 1413 è stato osservato nel 2014 con l'Advanced Camera for Surveys (ACS) del Telescopio spaziale Hubble. Nell'immagine si intravedono delle strutture ad arco che sono galassie remote, situate alle spalle dell'ammasso, ingrandite e distorte dall'effetto di lente gravitazionale.